# Atomnyj Ivan
Atomnyj Ivan (russisk: Атомный Иван) er en russisk spillefilm fra 2012 af Vasilij Barkhatov.

## Medvirkende
- Grigorij Dobrygin som Ivan
- Julija Snigir som Tatjana
- Jekaterina Vasiljeva
- Oleksij Gorbunov
- Marina Golub